# Nagar panchayat
Een nagar panchayat, Hindi: नगर पंचायत, is een vorm van stedelijk bestuur in India, vergelijkbaar met een gemeente. Een gebied met een stedelijk centrum in een omgeving die overgaat van open naar stedelijk gebied kan als een nagar panchayat worden geclassificeerd. Een nagar panchayat heeft een president en minimaal dertien bestuursleden, waarvan er 10 worden gekozen en drie worden benoemd door de bestuurders. 

## Websites
- regering van India. 74th Amendment and Municipalities in India, 1993. 74th Amendment and Municipalities in India